# Лакирев, Виктор Николаевич
Виктор Николаевич Лакирев (род. 29 ноября 1934, Москва, СССР) — советский и российский актёр театра и кино, режиссёр театра, заслуженный артист Российской Федерации (1996).

## Биография
Виктор Лакирев родился 29 ноября 1934 года в Москве. В 1961 году окончил драматическую Студию Центрального Детского театра, после чего стал работать в нём актёром. С 1964 по 1967 гг. — актёр Театра им. Ленинского Комсомола, а затем Театра им. Ермоловой. С 1967 года — артист труппы Театра на Малой Бронной.
Дебютировал на экране в знаменитой картине А. Митты «Звонят, откройте дверь». В 1960-е и 1970-е годы снимался в кино в основном в эпизодических ролях. Затем был период, когда он почти двадцать лет не снимался в фильмах, полностью посвятив себя театру. Вернулся в кино только в начале 2000-х годов. Сыграл в популярных сериалах «Папины дочки», «Воронины», «Час Волкова», «Фурцева» и др.

## Творчество

### Актёр театра
- «Лес» А. Н. Островского (Бадаев)
- «Дураки» Н. Саймона (Доктор Зубрицкий)
- «Лулу» Ф. Ведекинда (Каста-Пиани)
- «Метеор» Ф. Дюрренматта (Профессор Шлаттер)
- «Женитьба» Н. В. Гоголя (Анучкин)
- «Солдатами не рождаются» К. Симонова (Ильин)
- «Москва — Петушки» В. Ерофеева (Декабрист)
- «Голый король» Е. Шварца (Король-жених)
- «Вы чьё, старичьё?» Б. Васильева (Арнольд Ермилович)
- «Жорж Данден, или Одураченный муж» Ж.-Б. Мольера (Г-н де Сотанвиль)
- «Бабуля — блюз» Л. Петрушевской, (Зябрев)
- «Раненый зверь» С. Коковкин (Петрушка)
- «Дон Жуан» Ж.-Б. Мольера (Дон Алонсо)
- «Ромео и Джульетта» У. Шекспира (Бенволио)
- «Отелло» У. Шекспира (Родриго); «Волки и овцы» А. Н. Островского (Чугунов)
- «Весельчаки» (Бен Сильвер)
- «Друг мой, Колька» (А.Эфрос) — Центральный детский театр

### Режиссёр театра
- «Цианистый калий… с молоком или без?» Х. Х. А. Мильяна
- «Нежданный гость» А. Кристи

### Актёр кино
- 2014 — Самара 2 — Пётр Тимофеевич
- 2013 — Лорд. Пёс-полицейский — Шубин
- 2012 — Хоккейные игры — Андрей Андреевич Громыко
- 2012 — МосГаз — чиновник, сопровождающий Хрущева
- 2011 — Фурцева. Легенда о Екатерине — Дмитрий Трофимович Шепилов
- 2011 — Красавчик — эпизод
- 2011 — Амазонки — эпизод
- 2010 — Хозяин — отец Жарова
- 2010 — Однажды в милиции
- 2010 — 2014 — Воронины — Альберт Робертович Шварц, отец Насти
- 2009 — Час Волкова 3 — Иван Павлович Сидоров, он же Иван Борисович Беккер
- 2009 — Подарок судьбы — Борис Михайлович, главврач
- 2009 — Одна семья — сосед Лымаря
- 2008 — Я лечу — Олег Яковлевич Попов, нейрохирург, академик
- 2008 — 2009 — Папины дочки — Семён Петрович, первоначально декан факультета энергоустановок замкнутого цикла, затем — ректор МГТУ им. Баумана
- 2007 — Час Волкова — профессор (6 серия) / Завадский (22 серия)
- 2007 — Срочно в номер — директор клуба
- 2007 — Звезда Империи — доктор Зайцев
- 2005 — Свой человек — хозяин сада
- 2005 — Метеор (фильм-спектакль)
- 2004 — 2013 — Кулагин и партнёры — эпизоды
- 2003 — Здравствуй, столица! — полковник милиции
- 1986 — Лунин, или смерть Жака - писарь
- 1976 — Вы мне писали… — Василий Павлович, режиссёр телевидения
- 1975 — Шагреневая кожа (фильм-спектакль) — эпизод
- 1975 — Возвращение (фильм-спектакль) — лейтенант Барбишон
- 1973 — Месяц в деревне (фильм-спектакль) — Игнатий Ильич Шпигельский, доктор, 40 лет
- 1973 — Мегрэ и человек на скамейке (фильм-спектакль) — инспектор Лурти
- 1973 — В номерах (фильм-спектакль) — Перепелкин
- 1970 — Красная площадь — солдат
- 1969 — На пороге (фильм-спектакль)
- 1967 — Мы — мужчины (фильм-спектакль) — Лэнс
- 1965 — Звонят, откройте дверь — эпизод
- 1965 — Бранденбургские ворота
- 1964 — Две истории о любви
- 1963 — Если мы вместе

## Признание
- Заслуженный артист Российской Федерации (1996).